# CONCACAFゴールドカップ
CONCACAFゴールドカップ（英: CONCACAF Gold Cup）は、北中米カリブ海サッカー連盟（CONCACAF）が主催する、ナショナルチームによるサッカーの大陸選手権大会である。

## 概要
北中米およびカリブ海諸島の国・地域によって争われる大会であるが、CONCACAF以外の大陸連盟の加盟国が招待される事もある。基本的にはアメリカでの開催となるが、メキシコやカナダとの共同開催となる場合もある。
FIFAコンフェデレーションズカップへの出場権は、直近の当大会で優勝した国に与えられていた。ただし2017年大会の出場権については、直近2大会の当大会で優勝した2か国によるプレーオフで争われた。

## 歴史
1941年から1961年にかけて、中米およびカリブ海諸島の国・地域によってCCCF選手権（英: CCCF Championship）が開催されていた。ここにメキシコ、アメリカ、カナダの3か国が加わり、1963年よりCCCF選手権に代わって新たにCONCACAF選手権（英: CONCACAF Championship）が開催され、北中米およびカリブ海の国・地域によって争われるようになった。その後1991年に、CONCACAF選手権はCONCACAFゴールドカップとして再編成された。
メキシコ・アメリカ合衆国・カナダは予選を免除され、カリブ海地域ではカリビアンカップが、中米地域ではコパ・セントロアメリカーナが予選の役割を果たしていた。しかし、CONCACAFネーションズリーグの創設に伴い、2019年のゴールドカップは2019年のネーションズリーグと併せての予選が実施された。さらに2021年のゴールドカップでは、2019年のネーションズリーグの結果に基づいてゴールドカップ出場チームと、ゴールドカップ予選出場チームを決定する方式を採用した。

## 結果

### CONCACAF選手権
| 回 | 開催年 | 開催国               |              | 決勝リーグ順位       | 決勝リーグ順位       | 決勝リーグ順位          | 決勝リーグ順位 |  | 出場 国数 |
| 回 | 開催年 | 開催国               | 優勝         | 準優勝               | 3位                  | 4位                     |                |  | 出場 国数 |
| -- | ------ | -------------------- | ------------ | -------------------- | -------------------- | ----------------------- | -------------- |  | --------- |
| 1  | 1963年 | エルサルバドル       |              | コスタリカ           | エルサルバドル       | オランダ領アンティル    | ホンジュラス   |  | 9         |
| 2  | 1965年 | グアテマラ           | メキシコ     | グアテマラ           | コスタリカ           | エルサルバドル          | 6              |  |           |
| 3  | 1967年 | ホンジュラス         | グアテマラ   | メキシコ             | ホンジュラス         | トリニダード・トバゴ    | 6              |  |           |
| 4  | 1969年 | コスタリカ           | コスタリカ   | グアテマラ           | オランダ領アンティル | メキシコ                | 6              |  |           |
| 5  | 1971年 | トリニダード・トバゴ | メキシコ     | ハイチ               | コスタリカ           | キューバ                | 6              |  |           |
| 6  | 1973年 | ハイチ               | ハイチ       | トリニダード・トバゴ | メキシコ             | ホンジュラス            | 6              |  |           |
| 7  | 1977年 | メキシコ             | メキシコ     | ハイチ               | エルサルバドル       | カナダ                  | 6              |  |           |
| 8  | 1981年 | ホンジュラス         | ホンジュラス | エルサルバドル       | メキシコ             | カナダ                  | 6              |  |           |
| 9  | 1985年 | ホーム&アウェー方式  | カナダ       | ホンジュラス         | コスタリカ           | (3か国による決勝リーグ) | 9              |  |           |
| 10 | 1989年 | ホーム&アウェー方式  | コスタリカ   | アメリカ合衆国       | トリニダード・トバゴ | グアテマラ              | 5              |  |           |

### CONCACAFゴールドカップ
| 回 | 開催年 | 開催国                  |                | 決勝戦               | 決勝戦               | 決勝戦                        |                               | 3位決定戦                     | 3位決定戦 | 3位決定戦  |  | 出場 国数 |
| 回 | 開催年 | 開催国                  | 優勝           | 結果                 | 準優勝               | 3位                           | 結果                          | 4位                           |           |            |  | 出場 国数 |
| -- | ------ | ----------------------- | -------------- | -------------------- | -------------------- | ----------------------------- | ----------------------------- | ----------------------------- | --------- | ---------- |  | --------- |
| 1  | 1991年 | アメリカ合衆国          |                | アメリカ合衆国       | 0 - 0 aet (PK 4 - 3) | ホンジュラス                  |                               | メキシコ                      | 2 - 0     | コスタリカ |  | 8         |
| 2  | 1993年 | アメリカ合衆国 メキシコ | メキシコ       | 4 - 0                | アメリカ合衆国       | ジャマイカ · コスタリカ       | 1 - 1 aet                     | (両チーム3位)                 | 8         |            |  |           |
| 3  | 1996年 | アメリカ合衆国          | メキシコ       | 2 - 0                | ブラジル             | アメリカ合衆国                | 3 - 0                         | グアテマラ                    | 9         |            |  |           |
| 4  | 1998年 | アメリカ合衆国          | メキシコ       | 1 - 0                | アメリカ合衆国       | ブラジル                      | 1 - 0                         | ジャマイカ                    | 10        |            |  |           |
| 5  | 2000年 | アメリカ合衆国          | カナダ         | 2 - 0                | コロンビア           | トリニダード・トバゴ / ペルー | トリニダード・トバゴ / ペルー | トリニダード・トバゴ / ペルー | 12        |            |  |           |
| 6  | 2002年 | アメリカ合衆国          | アメリカ合衆国 | 2 - 0                | コスタリカ           | カナダ                        | 2 - 0                         | 韓国                          | 12        |            |  |           |
| 7  | 2003年 | アメリカ合衆国 メキシコ | メキシコ       | 1 - 0 GG             | ブラジル             | アメリカ合衆国                | 3 - 2                         | コスタリカ                    | 12        |            |  |           |
| 8  | 2005年 | アメリカ合衆国          | アメリカ合衆国 | 0 - 0 aet (PK 3 - 2) | パナマ               | ホンジュラス / コロンビア     | ホンジュラス / コロンビア     | ホンジュラス / コロンビア     | 12        |            |  |           |
| 9  | 2007年 | アメリカ合衆国          | アメリカ合衆国 | 2 - 1                | メキシコ             | カナダ / グアドループ         | カナダ / グアドループ         | カナダ / グアドループ         | 12        |            |  |           |
| 10 | 2009年 | アメリカ合衆国          | メキシコ       | 5 - 0                | アメリカ合衆国       | コスタリカ / ホンジュラス     | コスタリカ / ホンジュラス     | コスタリカ / ホンジュラス     | 12        |            |  |           |
| 11 | 2011年 | アメリカ合衆国          | メキシコ       | 4 - 2                | アメリカ合衆国       | ホンジュラス / パナマ         | ホンジュラス / パナマ         | ホンジュラス / パナマ         | 12        |            |  |           |
| 12 | 2013年 | アメリカ合衆国          | アメリカ合衆国 | 1 - 0                | パナマ               | ホンジュラス / メキシコ       | ホンジュラス / メキシコ       | ホンジュラス / メキシコ       | 12        |            |  |           |
| 13 | 2015年 | アメリカ合衆国 カナダ   | メキシコ       | 3 - 1                | ジャマイカ           | パナマ                        | 1 - 1 aet (PK 3 - 2)          | アメリカ合衆国                | 12        |            |  |           |
| 14 | 2017年 | アメリカ合衆国          | アメリカ合衆国 | 2 - 1                | ジャマイカ           | コスタリカ / メキシコ         | コスタリカ / メキシコ         | コスタリカ / メキシコ         | 12        |            |  |           |
| 15 | 2019年 | アメリカ合衆国          | メキシコ       | 1 - 0                | アメリカ合衆国       | ハイチ / ジャマイカ           | ハイチ / ジャマイカ           | ハイチ / ジャマイカ           | 16        |            |  |           |
| 16 | 2021年 | アメリカ合衆国          | アメリカ合衆国 | 1 - 0 aet            | メキシコ             | カナダ / カタール             | カナダ / カタール             | カナダ / カタール             | 16        |            |  |           |
| 17 | 2023年 | アメリカ合衆国 カナダ   | メキシコ       | 1 - 0                | パナマ               | アメリカ合衆国 / ジャマイカ   | アメリカ合衆国 / ジャマイカ   | アメリカ合衆国 / ジャマイカ   | 16        |            |  |           |
| 18 | 2025年 | アメリカ合衆国 カナダ   | メキシコ       | 2 - 1                | アメリカ合衆国       | ホンジュラス / グアテマラ     | ホンジュラス / グアテマラ     | ホンジュラス / グアテマラ     | 16        |            |  |           |

- 斜字は招待国

## 統計

### 代表別通算成績
| 順 | 国・地域名           | 優 | 準 | 四 | 計 |
| -- | -------------------- | -- | -- | -- | -- |
| 1  | メキシコ             | 13 | 3  | 6  | 22 |
| 2  | アメリカ合衆国       | 7  | 7  | 4  | 18 |
| 3  | コスタリカ           | 3  | 1  | 8  | 12 |
| 4  | カナダ               | 2  | 0  | 5  | 7  |
| 5  | ホンジュラス         | 1  | 2  | 8  | 11 |
| 6  | グアテマラ           | 1  | 2  | 3  | 6  |
| 7  | ハイチ               | 1  | 2  | 1  | 4  |
| 9  | パナマ               | 0  | 3  | 2  | 5  |
| 8  | ジャマイカ           | 0  | 2  | 4  | 6  |
| 9  | エルサルバドル       | 0  | 2  | 2  | 4  |
| 11 | ブラジル             | 0  | 2  | 1  | 3  |
| 12 | トリニダード・トバゴ | 0  | 1  | 3  | 4  |
| 13 | コロンビア           | 0  | 1  | 1  | 2  |
| 14 | キュラソー           | 0  | 0  | 2  | 2  |
| 15 | キューバ             | 0  | 0  | 1  | 1  |
| 15 | グアドループ         | 0  | 0  | 1  | 1  |
| 15 | ペルー               | 0  | 0  | 1  | 1  |
| 15 | 韓国                 | 0  | 0  | 1  | 1  |
| 15 | カタール             | 0  | 0  | 1  | 1  |

- データは2025年大会終了時点
- 太字は優勝経験のある国・地域で、太数字は最多記録
- 国・地域名は現在の名称で統一した

### 優勝回数
| 回数 | 国名           | 優勝年                                                            |
| ---- | -------------- | ----------------------------------------------------------------- |
| 13回 | メキシコ       | 1965,1971,1977,1993,1996,1998,2003,2009,2011,2015, 2019,2023,2025 |
| 7回  | アメリカ合衆国 | 1991,2002,2005,2007,2013,2017,2021                                |
| 3回  | コスタリカ     | 1963,1969,1989                                                    |
| 2回  | カナダ         | 1985,2000                                                         |
| 1回  | グアテマラ     | 1967                                                              |
| 1回  | ハイチ         | 1973                                                              |
| 1回  | ホンジュラス   | 1981                                                              |

- 斜数字はCONCACAF選手権時代の開催年